# Murder Call
Murder Call è una serie TV australiana, creata da Hal McElroy per la Southern Star Entertainment e trasmessa dalla Nine Network dal 1997 al 2000. La serie si è ispirata ai libri su Tessa Vance di Jennifer Rowe.
In Italia la serie è stata trasmessa da Rete 4; in seguito è stata trasmessa in replica da LA7.

## Trama
La serie racconta le indagini poliziesche dei detective Tessa Vance e Steve Hayden ambientata a Sydney.

## Episodi
| Stagione         | Episodi | Prima TV Australia | Prima TV Italia |
| ---------------- | ------- | ------------------ | --------------- |
| Prima stagione   | 16      | 1997               |                 |
| Seconda stagione | 20      | 1998               |                 |
| Terza stagione   | 20      | 1999-2000          |                 |